# Isola Vasil'evskij
L'isola Vasil'evskij (in russo Васильевский остров?, Vasil'evskij ostrov, letteralmente "isola di Basilio") è una delle maggiori isole sulle quali sorge San Pietroburgo, separata dall'isola dei Decabristi dalla Piccola Neva e in parte affacciata sul golfo di Finlandia.
Sull'isola si trovano numerosi monumenti ed edifici di notevole importanza artistica e storica l'Università di San Pietroburgo, la cui sede si trova nei Dodici Collegi, il Museo navale militare centrale, fino al 2013 ospitato nel palazzo della Borsa, l'Accademia per le belle arti, la sede pietroburghese dell'Accademia russa delle scienze, la Kunstkamera e il rompighiaccio Krasin.
Non va dimenticato inoltre lo scalo passeggeri del porto marittimo della città.

## Storia
La nascita dell'isola è comunemente ricondotta al 15 settembre 1737.
L'isola Vasil'evskij è collegata al centro della città (l'isola dell'Ammiragliato) dai ponti Blagoveščenskij e Dvorcovyj, all'isola Petrogradskaja (o Lato di Petrograd) dai ponti Tučkov e Birževyj, e all'isola dei Decabristi da altri quattro ponti. È stata pianificata la costruzione di un nuovo ponte a livello delle linija 22 e 23. Sull'isola Vasil'evskij si trova la stazione della metropolitana "Vasileostrovskaja". Spesso si ritiene che anche la stazione "Primorskaja" sia collocata su quest'isola, ma in realtà essa si trova sull'isola dei Decabristi. È in costruzione un ingresso alla stazione "Sportivnaja" dall'isola Vasil'evskij, attraverso un tunnel sotto la Neva.
Esistono varie versioni riguardo all'origine del nome dell'isola. Una di esse sostiene la provenienza da un nome di luogo finlandese, "Vasikkasaari", che significa “isola del vitello”. Sono note anche altre denominazioni finlandesi, come "Hirvisaari", "isola dell'alce". All'inizio del XVIII secolo, il battaglione d'artiglieria "Vasilij Korchmin", stabilitosi in quel periodo sulla Strelka dell'isola, ha contribuito alla comparsa del nome "Vasil'evskij ostrov".
Tra il 1703 e il 1715, il territorio fu oggetto di pochissime edificazioni: vi si trovava solamente il palazzo del principe Menšikov e le segherie eoliche sulla Strelka dell'isola. Lo sfruttamento del territorio iniziò a metà degli anni dieci del XVIII secolo, quando lo zar Pietro I ebbe l'idea di creare sull'isola una città simile a quelle europee: San Pietroburgo. Secondo i progetti elaborati dall'architetto Domenico Trezzini nel 1716 e 1718 e negli anni '20, era stata progettata una rete di vie-canali paralleli, intersecati da prospettive, rete che divenne la base per un'ulteriore urbanizzazione.
Nonostante l'idea delle vie-canali sia stata poi abbandonata, le vie sono tuttora chiamate "linija".
Nella parte orientale dell'isola e presso il lungoneva Bol'shaja Neva si concentrarono i principali edifici pubblici e storici: il Palazzo dei Dodici Collegi, la Kunstkamera, l'edificio dell'Accademia delle Scienze di San Pietroburgo e altri. A partire dal 1737, parte della città di San Pietroburgo arrivò sull'isola Vasil'evskij: negli anni trenta del Settecento vi venne trasferito il porto di San Pietroburgo, che contribuì ad un'ulteriore sviluppo urbano.
A partire dall'inizio del XIX secolo, il quartiere della Strelka sull'isola Vasil'evskij è diventato un importante complesso architettonico. Tra la fine del XVIII e l'inizio del XIX secolo, furono concentrate sull'isola quasi tutte le istituzioni scientifiche e accademiche della città: l'Accademia delle Scienze di San Pietroburgo, la Biblioteca dell'Accademia delle Scienze, l'Accademia delle Belle Arti, il Gornyj Institut, il corpo dei cadetti della Marina, l'Università di San Pietroburgo.
Tra il 1843 ed il 1850 fu realizzato il primo ponte fisso sulla Bol'šaja Neva (Ponte Blagoveščenskij), che collega l'isola Vasil'evskij alla sponda dell'isola dell'Ammiragliato. A cavallo tra la seconda metà del XIX secolo e l'inizio del XX secolo, sull'isola venne avviata una dinamica edificazione di costruzioni abitative e di nuovi edifici pubblici. Nella zona meridionale e settentrionale comparvero una serie di imprese industriali di grandi dimensioni, tra cui la più importante è la Fabbrica del Baltico. Nel 1917 l'isola Vasil'evskij e la vicina isola Golodaj (ora isola dei Decabristi) entrarono a far parte del quartiere Vasil'evskij (tra il 1936 e il 1961 la parte dell'isola a ovest delle linija 12 e 13 costituiva il quartiere di Sverdlovsk).
Negli anni venti del Novecento iniziò la ricostruzione della parte occidentale dell'isola Vasil'evskij. Negli anni dell'assedio tutte le costruzioni di legno presenti sull'isola furono utilizzate come combustibile. Tra il 1950 ed il 1960 continuò la costruzione del quartiere Gavan' e la ricostruzione della Grande Prospettiva dell'isola Vasil'evskij. Alla fine degli anni sessanta, nella parte occidentale dell'isola iniziò la realizzazione di un nuovo quartiere, che costituisce oggi la facciata marittima di San Pietroburgo (è stato realizzato su un terreno formatosi grazie alle acque del fiume, gli autori del progetto sono l'architetto C. I. Evdokimov e, in seguito, gli architetti V. A. Sokhin e V. N. Sokolov). Fanno parte di questa zona la Morskoj Vokzal (Stazione marittima), l'albergo “Pribaltijskaja”, il complesso della piazza della Morskaja Slava, la prospettiva Morskaja. Attualmente è in progetto un ulteriore allargamento dell'isola Vasil'evskij dal lato della baia della Neva e, in seguito, la realizzazione del porto marittimo.